# Autoestrada A2
La autoestrada A2, más conocida como autoestrada do Sul, es la 2ª autopista más larga de Portugal, con 240 km de longitud. Une Lisboa con la   A 22  a la altura de Albufeira, pasando por la región del Alentejo. Esta autopista permite, por tanto, la conexión de Lisboa, la capital de Portugal, con el sur del país, es decir, con la región del Algarve.
La A2 vino a suplir la necesidad de unas comunicaciones de alta capacidad, que en esta región eran escasas (lo cual permite la conexión de Lisboa con el Algarve en poco más de dos horas) y, en conclusión, se acabó convirtiendo en el eje estructurador de la propia región, siendo la vía bastante usada por la mayoría de los conductores que se desplazan del norte y centro de Portugal al sur, debido a la falta de carreteras importantes en el interior del Alentejo.
Tampoco hay que despreciar su importancia para los habitantes de la Región de Lisboa e Vale do Tejo, puesto que es usada por decenas de millares de vehículos que se desplazan de la margen sur del Tajo a Lisboa.
Su trazado comienza en el puente 25 de Abril y en su inicio atraviesa una de las zonas más populares del país, la península de Setúbal, a menudo denominada como del Margen Sur del Tajo. Después de Almada, pasa junto a Fogueteiro y Palmela. En el pasado, la A2 finalizaba en Setúbal; actualmente, la A2 pasa a 5 km de la ciudad (ese antiguo tramo forma actualmente parte de la autoestrada A12 / IC3) y sigue con dirección a Marateca, donde forma un importante nudo con la A6, que se dirige hacia Évora y hacia España, y con la A13, que se dirige hacia Benavente y Santarém. Al pasar Marateca, la A2 marca un punto de inflexión entre el centro y el Alentejo y Algarve, en una zona con bellos pasajes formada por los concejos de Alcácer do Sal, Grândola, Aljustrel, Castro Verde, Ourique y Almodôvar. Ya en su tramo final, la A2, coincidiendo con la entrada en la Región del Algarve, atraviesa la Sierra do Caldeirão, una zona muy sinuosa que obligó a construir varios viaductos. Ya en el Algarve, y tras pasar São Bartolomeu de Messines, la A2 entra en sus kilómetros finales en una zona plana, finalizando en el nudo de la A22 en las proximidades de Paderne, Albufeira.
Esta autovía fue terminada en 2002, después de 36 años, cuando en 1966 se inauguró el entonces denominado puente de Salazar.
La A2 forma parte de la E-01 y parcialmente de la E-90. Dentro del Plano Rodoviário Nacional 2000, está identificada como integrante del itinerario principal 1, desde el enlace con la A12 hasta el final de la A2, y del itinerario principal 7, desde el comienzo de la A2 hasta el enlace con la A6.
La concesionaria de esta autopista es Brisa y está en régimen de peaje cerrado.

## Tramos
| Tramo                                | Estado (2010)      | km   |
| ------------------------------------ | ------------------ | ---- |
| Lisboa (Puente 25 de Abril) - Almada | En servicio (1966) | 6    |
| Almada - Fogueteiro                  | En servicio (1966) | 9,6  |
| Fogueteiro - Palmela                 | En servicio (1978) | 20,4 |
| Palmela - Marateca                   | En servicio (1994) | 19,3 |
| Marateca - A 6 / A 13                | En servicio (1995) | 2,3  |
| A 6 / A 13 - Alcácer do Sal          | En servicio (1997) | 24,8 |
| Alcácer do Sal - Grândola-Sud        | En servicio (1998) | 38   |
| Grândola-Sud - Castro Verde          | En servicio (2001) | 58,3 |
| Castro Verde - A 22                  | En servicio (2002) | 62   |

## Capacidad
| Sección                                | Capacidad | Longitud |
| -------------------------------------- | --------- | -------- |
| Lisboa - Palmela ( A 12 )              |           | 36 km    |
| Palmela ( A 12 ) - Sierra do Caldeirão |           | 169 km   |
| Travesía de la Sierra do Caldeirão     |           | 15 km    |
| Sierra do Caldeirão - Paderne ( A 22 ) |           | 20 km    |

## Tráfico
| Tramo                                  | Tráfico (en vehículos por hora) en 2010 |
| -------------------------------------- | --------------------------------------- |
| Puente 25 de Abril                     | 151972                                  |
| Seixal - Coina                         | 49112                                   |
| Coina - Palmela                        | 34080                                   |
| Palmela - Setúbal                      | 34295                                   |
| Setúbal - Marateca                     | 25671                                   |
| Marateca - A 6 / A 13                  | 23597                                   |
| A 6 / A 13 - Alcácer do Sal            | 20398                                   |
| Alcácer do Sal - Grândola (norte)      | 18166                                   |
| Grândola (norte) - Grândola (sur)      | 14010                                   |
| Grândola (sur) - Aljustrel             | 11300                                   |
| Aljustrel - Castro Verde               | 11153                                   |
| Castro Verde - Almodôvar               | 12275                                   |
| Almodôvar - São Bartolomeu de Messines | 12497                                   |
| São Bartolomeu de Messines - A 22      | 12340                                   |

## Tarifas
| Clase de vehículo | Tarifa  |
| ----------------- | ------- |
| 1                 | 18,95 € |
| 2                 | 33,30 € |
| 3                 | 42,70 € |
| 4                 | 47,50 € |
| 5                 | 13,27 € |

La tabla de la derecha muestra las tarifas que corresponden con el trayecto completo (Lisboa - Albufeira).
NOTA: Las clases hacen referencia a los siguientes tipos de vehículos:
- Clase 1: motocicletas y vehículos con una altura, medida en vertical desde el primer eje, inferior a 1,1 m, incluido si llevan remolque
- Clase 2: vehículos con dos ejes y una altura, medida en vertical desde el primer eje, igual o superior a 1,1 m.
- Clase 3: vehículos con tres ejes y una altura, medida en vertical desde el primer eje, igual o superior a 1,1m.
- Clase 4: vehículos con más de tres ejes y una altura, medida en vertical desde el primer eje, igual o superior a 1,1m.
- Clase 5: motocicletas de la clase 1 que utilizan el sistema Vía Verde.

## Salidas

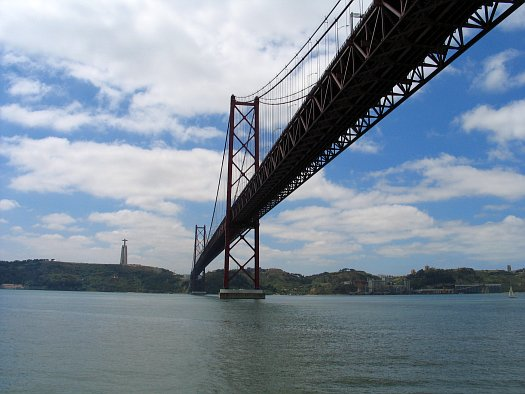
El Puente 25 de Abril, situado en el extremo norte de la A2.

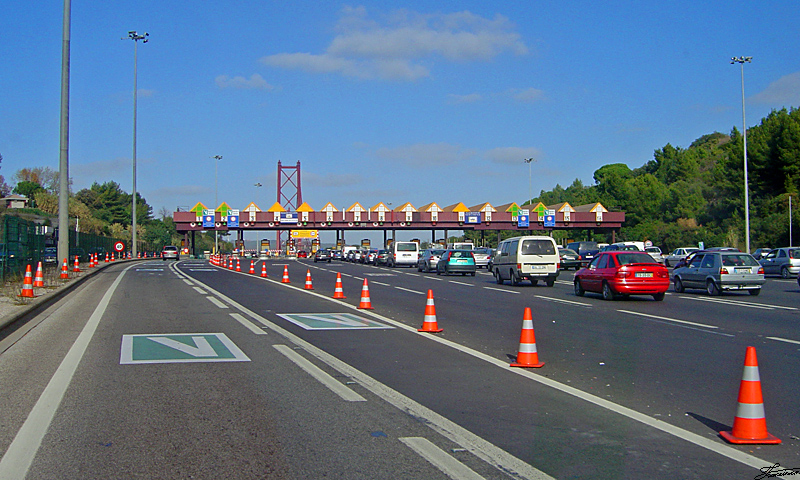
Peaje del Puente 25 de Abril

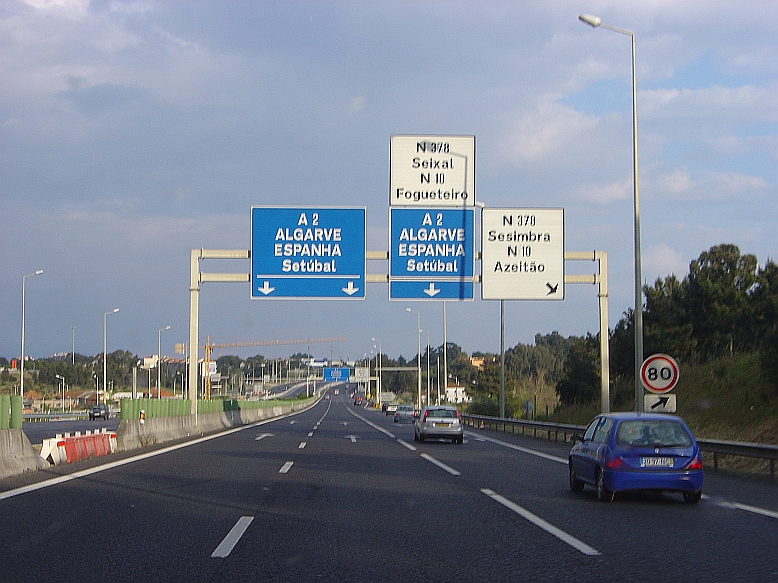
La A2 en las proximidades de Seixal

| Número de Salida                            | Nombre de Salida                                        | Carretera que enlaza |
| ------------------------------------------- | ------------------------------------------------------- | -------------------- |
|                                             | Lisboa (Puente 25 de Abril)                             | IP 7 (Eje Norte-Sur) |
| Puente 25 de Abril                          |                                                         |                      |
| Peaje de Almada (Puente 25 de Abril) (km 5) |                                                         |                      |
| 01                                          | Almada - Caparica                                       | A 38 IC 20           |
| Área de servicio de Seixal (km 9)           |                                                         |                      |
| 2                                           | Seixal - Sesimbra Fogueteiro - Azeitão                  | N 378 N 10           |
| 3                                           | Coina IC 21 Barreiro Montijo                            | A 33 IC 32           |
| Peaje de Coina (km 23)                      |                                                         |                      |
| Área de servicio de Palmela (km 31)         |                                                         |                      |
| 4                                           | Palmela - Montijo                                       | N 252                |
| 5                                           | Lisboa (norte) (Puente Vasco de Gama) - Montijo Setúbal | A 12                 |
| 6                                           | Marateca                                                | N 10                 |
| 7                                           | Évora - España Santarém - Benavente                     | A 6 A 13             |
| Área de servicio de Alcácer do Sal (km 69)  |                                                         |                      |
| 8                                           | Alcácer do Sal                                          | IC 1                 |
| 9                                           | Grândola (norte) - Sines                                | N 120                |
| Área de servicio de Grândola (km 111)       |                                                         |                      |
| 10                                          | Grândola (sur) - Beja                                   | IP 8 A 26            |
| 11                                          | Aljustrel                                               | N 261                |
| Área de servicio de Aljustrel (km 148)      |                                                         |                      |
| 12                                          | Castro Verde - Ourique                                  | IP 2                 |
| 13                                          | Almodôvar                                               | N 393                |
| Área de servicio de Almodôvar (km 193)      |                                                         |                      |
| 14                                          | São Bartolomeu de Messines                              | N 124                |
| Peaje de Paderne (km 235)                   |                                                         |                      |
| 15                                          | Portimão - Albufeira España - Faro                      | A 22                 |